# Saint-Gabriel-Brécy
Saint-Gabriel-Brécy is een plaats en voormalige gemeente in het Franse departement Calvados in de regio Normandië en telt 243 inwoners (1999).

## Geschiedenis
Saint-Gabriel-Brécy was onderdeel van het kanton Creully tot dit op 22 maart 2015 werd opgeheven en de gemeente werd opgenomen in het op die dag gevormde kanton Bretteville-l'Orgueilleuse. Op 1 januari 2017 fuseerde de gemeente met Creully en Villiers-le-Sec tot de commune nouvelle Creully sur Seulles. Hierbij werden Creully en Saint-Gabriel-Brécy overgeheveld van het arrondissement Caen naar het arrondissement Bayeux. De drie fusiegemeenten kregen aanvankelijk de status van commune déléguée maar die status werd op 1 juni 2020 opgeheven.

## Geografie
De oppervlakte van Saint-Gabriel-Brécy bedraagt 7,5 km², de bevolkingsdichtheid is 32,4 inwoners per km².

## Bezienswaardig
- Kasteel van Brécy

De onderstaande kaart toont de ligging van Saint-Gabriel-Brécy met de belangrijkste infrastructuur en aangrenzende gemeenten.

## Demografie
Onderstaande figuur toont het verloop van het inwonertal (bron: INSEE-tellingen).
Vanwege een beveiligingsprobleem met de MediaWiki Graph-software is het momenteel niet mogelijk deze grafiek weer te geven. Zodra de software is bijgewerkt zal de grafiek vanzelf weer zichtbaar worden.